# 스타 트렉 (드라마)
《스타 트렉》(Star Trek)은 미국의 SF 드라마이다. 진 로든베리가 제작하였으며, 엔터프라이즈 우주선의 승무원들에 관한 이야기이다. 레트로님으로서 《스타 트렉: 디 오리지널 시리즈》(Star Trek: The Original Series, Star Trek: TOS, TOS)라고 불리기도 한다. NBC 계열에서 1966년부터 1969년까지 총 3시즌이 방송됐다.

## 출연
- 윌리엄 샤트너 - 제임스 T. 커크 역
- 레너드 니모이 - 스팍 역 - JJ에이브람스의 영화 스타트렉 시리즈에서 스팍의 미래모습으로서 프라임 스팍으로 등장한다
- 드포레스트 켈리 - 레너드 "본즈" 매코이 역
- 제임스 두언 - 몽고메리 "스코티" 스콧 역
- 니셸 니콜스 - 니요타 우후라 역
- 조지 타케이 - 히카루 술루 역
- 월터 케이니그 - 파벨 체코프 역
- 메이절 배럿 - 크리스틴 채플 역
- 그레이스 리 휘트니 - 재니스 랜드 역